# Wajski jezici
Wajski jezici (privatni kod: waic), skupina id pet istočnopalaunških jezika iz Kine, Tajlanda i Burme. Dijeli se na 3 podskupine a predstavnici su:
a. Bulang (1) Kina: blang.
b. Lawa jezici (2) Kina, Tajland: mae hong son lawa (zapadni lawa) i bo luang lawa (istočni lawa),
c. Wa (2) Burma: parauk, vo wa.

## Vanjske poveznice
- Ethnologue (14th)
- Ethnologue (15th)
- Austro-Asiatic: Composite